# Клинтон, Джордж (музыкант)
О кларнетисте XIX в. см. Клинтон, Джордж Артур
Джордж Эдвард Клинтон (англ. George Edward Clinton) — американский композитор и вокалист. Наряду с Джеймсом Брауном и Слаем Стоуном Клинтон считается одним из основателей музыкального направления «фанк». В 1997 году включён в Зал славы рок-н-ролла.
В 1968 году организовал группу Parliament, ставшую одним из наиболее популярных коллективов раннего фанка. В звучании Parliament преобладали духовые инструменты. В 1970 году Клинтон организовал группу Funkadelic, ориентированную на психоделическое гитарное звучание. Parliament и Funkadelic выпускались на разных лейблах и несколько отличались стилистически, но по составу музыкантов почти полностью совпадали.
С 1990-х Клинтон выступает и записывается в сопровождении коллектива P-Funk All Stars.
Стилистику Клинтона обычно характеризуют словом P-Funk. Помимо собственно фанка в ней сильны элементы психоделического рока, спейс-рока и психоделического соула.
В 2004 для видеоигры Grand Theft Auto: San Andreas Клинтон озвучил диджея The Funktipus выступающего на радиостанции Bounce FM, где среди композиций также звучит его собственная песня — «Loopzilla».

## Дискография
- 1982 — Computer Games (Capitol Records)
- 1983 — You Shouldn’t-Nuf Bit Fish (Warner Bros.)
- 1985 — Some of My Best Jokes Are Friends (Capitol Records)
- 1986 — R&B Skeletons in the Closet (Capitol Records)
- 1989 — The Cinderella Theory (Paisley Park Records)
- 1993 — Hey Man, Smell My Finger (Paisley Park Records)
- 1994 — Sample Some of Disc — Sample Some of D.A.T. (A&M Records)
- 1996 — Testing Positive (A&M Records)
- 2005 — How Late Do U Have 2BB4UR Absent? (The C Kunspyruhzy)